# A forrás (film, 2006)
A forrás (eredeti cím: The Fountain) című film egy 96 perces, 2006-os amerikai romantikus dráma alapvetően, de ötvöződik benne a fantasy, a spiritualitás, a történelem és a sci-fi is. A történet főszereplője Izzi Creo (Rachel Weisz) és férje, Tom Creo (Hugh Jackman). A filmet rendezte Darren Aronofsky.

## A cselekményről röviden
"A fiatal nő agyát halálos kór támadta meg. Orvos férje minden idejét a kutatólaboratóriumban tölti, hogy megtalálja a lehetséges ellenszert. A nő azonban belenyugvással várja a jövőt, megírja élete művét. Arra kéri a férjét, hogy ő fejezze be a művet. Tom szeretné boldog véggel lezárni a történetet, ám az asszony kész tények elé állította. A kilátástalan helyzetben letargiába esik, hiszen a kedvese jelentette élete értelmét, testesítette meg számára a szerelmet. A férfi hosszú és nyomorúságos utat kénytelen bejárni, mire rájön, hogyan is érheti el célját. A történet ezer évet ível át, három különböző korban játszódik."

## A cselekményről részletesen
Az első szál: a film a spanyolok és a maják harcával kezdődik, valamint Új Spanyolországon belül is belső politikai viszályok vannak. A spanyol királyné, Izabella, a maják földjén keresi a bibliai Élet fáját, ahová elküldi Tomás Verde-t. Izabella megígéri neki, hogy ha sikeresen visszatér, hozzá megy feleségül. A keresés helyszínén Tomás katonái el vannak fáradva és egy ferences szerzetes van köztük csak, aki a maja templomban tesz felfedezést, de egy véletlen folytán életét veszti. Tomás is elmegy a piramishoz, azonban a maja pappal kell küzdenie, és súlyosan meg is sebesül. A pap Tomásban az "Első apát" fedezi fel. Végül Tomás megöli a papot, majd ahogy halad tovább a piramisnál, megtalálja azt a kertet, ahol az Élet fája van. A fa nedvével bedörzsöli sebét, amely fokozatosan gyógyul be, azonban, ez okozza halálát is, mert egész testéből fű és virág tör elő, ezzel szó szerint "új életet" adva neki. A történetet Izzi írja, de Tom fejezi be.
A második szál: Tom, Izzi férje kutatóorvosként dolgozik egy laboratóriumban, ahol degeneratív agyi betegségek orvoslására keresi az ellenszert. Ösztönzője Izzi, akinek agydaganata van. Izzi hajlandó megbékélni az élet elmúlásában, de Tom nem, így folyamatosan munkahelyén tölti idejét, miközben felesége dolgozik regényén. Egy múzeumban esik össze, amely után megkéri férjét, hogy fejezze be művét. A nő hamarosan meghal és Tomnak nem nagyon sikerül ezen túltennie magát, mindeközben ő is megbetegszik. Felesége sírjához magokat vet el, hogy majd kihajtsanak (utalva ezzel az Élet fájára).
A harmadik szál: egy Tommy nevű férfi a világűrben lebeg a maga kis saját buborékában, a saját atmoszférájában élve egy fa társaságában. A fa kérgével táplálkozik és minduntalan halad végső úti célja felé. Tommy itt is Izzi férjét jelöli.
A három cselekményszál egymással párhuzamosan halad a filmben.

## Témák a filmben, érdekességek
Darren Aronofsky alapvetően egy szerelmi történetnek szánta, amelyben egy férfi és egy nő szerelmes, de a nő haldoklik és végül meg is hal. A rendező több olyan orvossal és ápolóval is beszélt, akik már találkoztak fiatal haldoklókkal. Az ilyen betegek gyakran magányosan halnak meg, mert a családjuk nem képes felismerni azt, hogy mi is történik velük.
Fő témaként megjelenik még a halálfélelem, több bibliai utalás is hallható benne, és természetesen a Jó és Rossz harca sem hiányzik.

## Szereplők
| Szerep                        | Színész             | Szinkronhang     |
| ----------------------------- | ------------------- | ---------------- |
| Tom Creo / Tomas / Tommy      | Hugh Jackman        | Miller Zoltán    |
| Izzi Creo / Izabella királynő | Rachel Weisz        | Hámori Eszter    |
| Dr. Lillian Guzetti           | Ellen Burstyn       | Tímár Éva        |
| Avila atya                    | Mark Margolis       | Kristóf Tibor    |
| Silecio inkvizítor            | Stephen McHattie    | Reviczky Gábor   |
| Xibalba ura                   | Fernando Hernández  |                  |
| Ariel kapitány                | Cliff Curtis        | Betz István      |
| Antonio                       | Sean Patrick Thomas | Király Attila    |
| Betty                         | Donna Murphy        | Németh Kriszta   |
| Manny                         | Ethan Suplee        | Schneider Zoltán |
| Henry                         | Richard McMillan    | Fazekas István   |
| Dr. Alan Lipper               | Lorne Brass         | Jantyik Csaba    |
| Labortechnikus                | Abraham Aronofsky   |                  |
| Labortechnikus                | Renee Asofsky       |                  |
| Dr. Spencer                   | Anish Majumdar      |                  |
| Fiatal nővér                  | Janique Kearns      |                  |
| Dominikánus szerzetes         | Boyd Banks          | Csuha Lajos      |
| Del Toro, katona              | Alexander Bisping   |                  |
| Rivera, katona                | Kevin Kelsall       |                  |
| Galleano, katona              | Patrick Vandal      |                  |
| Borjes, katona                | Marcello Bezina     |                  |

## Stáblista
- rendező: Darren Aronofsky
- forgatókönyvíró: Darren Aronofsky
- operatőr: Matthew Libatique
- jelmeztervező: Renée April
- zene: Clint Mansell
- vágó: Jay Rabinowitz

## Díjak, jelölések
Rendezőjét 2006-ban a Velencei Nemzetközi Filmfesztiválon Arany Oroszlán díjra jelölték.
A film zenéjének szerzőjét 2007-ben Golden Globe-díjra jelölték.